# Oligacanthorhynchus aenigma
Espèce
Oligacanthorhynchus aenigma est une espèce d'acanthocéphales de la famille des Oligacanthorhynchidae. C'est un parasite digestif qui peut se retrouver chez des termites au Brésil.

## Systématique
Le nom valide complet (avec auteur) de ce taxon est Oligacanthorhynchus aenigma (Reichensperger, 1922).
L'espèce a été initialement classée dans le genre Acanthocephalus sous le protonyme Acanthocephalus aenigma Reichensperger, 1922.
Oligacanthorhynchus aenigma a pour synonymes :
- Acanthocephalus aenigma Reichensperger, 1922
- Echinorhynchus aenigma (Reichensperger, 1922)